# سانت ألبانو ستورا
سانت ألبانو ستورا هيبلدية (كوميون) في مقاطعة كونيو في منطقة بيدمونت الإيطالية، وتقع على بعد نحو 60 كيلومتر (37 ميل) جنوب تورينو ونحو 20 كيلومتر (12 ميل) شمال شرق كونيو.
تقع سانت ألبانو ستورا على حدود البلديات التالية: فوسانو، ماليانو ألبي، مونتاتيرا، موروتزو، روكا دي بالدي، ترينيتا.